# دهستان مخت
دهستان مخت، یکی از دهستان های بخش مرکزی شهرستان نیک‌شهر در استان سیستان و بلوچستان ایران است. مرکز این دهستان روستای مخت است.